# 雅致含笑
雅致含笑（学名：Michelia elegans）为木兰科含笑属下的一个种。